# Центральная комиссия по улучшению быта учёных
Центра́льная коми́ссия по улучше́нию бы́та учёных (ЦЕКУБУ) при СНК РСФСР — исполнительный орган советской власти, задачей которого являлось создание рабочих условий для научно-технической и творческой интеллигенции России в условиях военного коммунизма.
10 ноября 1921 г. прошло заседание СНК был зачитан доклад председателя Центральной комиссии по снабжению рабочих А. Б. Халатова « О путях совершенствования снабжения ученых». По итогам заседания было принято решение об образовании «Постоянной Комиссии для всероссийского обследования и улучшения быта ученых» — Центральной комиссии по улучшению быта ученых (ЦеКУБУ)".
6 декабря 1921 было выпущено постановление СНК РСФСР от «Об улучшении быта учёных», подписанное Александром Цюрупой (за председателя СНК) и Николаем Горбуновым. Проект документа написал М. Покровский. Организация стала преемником ПетроКУБУ — комиссии по улучшению быта учёных, первоначально созданной по инициативе Максима Горького в Петрограде и возглавляемой им.
Комиссия осуществляла материальную поддержку учёных Ленинграда, обеспечивая их обувью, одеждой, едой, топливом и предметами первой необходимости. При распределении продовольствия и бытовых предметов учитывался принцип, согласно которому учёные должны были обеспечиваться так же, как и работники ударных предприятий города.
Важной функцией ЦЕКУБУ было создание культурных объединений деятелей искусства и науки.
Двумя основными органами комиссии были Управление делами (в ведении которого были санатории, культурные связи с различными регионами СССР) и Экспертная комиссия, распределявшая материальные средства.
14 февраля 1922 года было принято постановление, согласно которому в различных регионах СССР должны были создаваться комиссии с аналогичным ЦЕКУБУ набором функций.
Полномочным органом ЦЕКУБУ в Москве была Московская комиссия по улучшению быта учёных.
В 1922 году наметилась тенденция, согласно которой ЦЕКУБУ и региональные комиссии признавались временными организациями. Была создана Секция научных работников, первая всесоюзная профсоюзная организация учёных.
Просуществовала в первоначальном виде до 1931 года, в 1931 году преобразована в комиссию содействия учёным при СНК СССР, которая работала до 1937 года.
ЦЕКУБУ принадлежали библиотека, дом отдыха в Царском Селе, санаторий и общежития, разнообразные мастерские и Дом Учёных. ЦЕКУБУ издавала журнал «Наука и её работники», издававшийся в 1920—1923 годы.
- Артемий Халатов (1921—1928)
- Николай Семашко (1928—1932)
- Иван Межлаук (1932—1937)